# Осокино (Пермский край)
Осокино — село в Соликамском районе Пермского края. Входит (с 2019 г.) в муниципальное образование Соликамский городской округ.

## История
До 1 января 2019 гг. село входило в муниципальное образование «Соликамский район». Когда муниципальный район был упразднен, то все входившие в его состав поселения, включая Половодовское сельское поселение, были упразднены и объединены с городским округом в новое единое муниципальное образование городской округ Соликамский.
В то же время село входит в АТЕ Соликамский район, который сохраняет свой статус как административно-территориальная единица края

## География
Географическое положение
Расположено на реке Малая Потымка, примерно в 24 км к северу от центра поселения, села Половодово, и в 29 км к северо-востоку от районного центра, города Соликамск.
Уличная сеть
- Дальняя ул.
- Заречная ул.
- Зелёная ул.
- Лесная ул.
- Нагорная ул.
- Центральная ул.

## Население
| 2010 |
| ---- |
| 127  |

## Топографические карты
- Лист карты O-40-7. Масштаб: 1 : 100 000. Указать дату выпуска/состояния местности.